# 朱灣 (唐朝)
朱灣（?—?），字巨川，号沧洲子。西蜀人。
早年“逍遥云山琴酒之间，放浪形骸绳检之外”。又與蘇州刺史韋之晉、湖州刺史崔論有往來。大曆末，永平军节度使李勉以厚幣邀來，聘為府中從事。唐德宗建中四年（783年）李勉軍潰，再度歸隱越中。后曾代理池州刺史。後歸隱宣州。高仲武稱其“詩體幽遠，興用弘深，因詞寫意，窮理盡性，于詠物尤工”。有《朱湾诗集》四卷，已佚。《全唐詩》存其詩一卷，《全唐詩續拾》補詩二首。